# Csapda (film, 1939)
A Csapda (Pièges) 1939-ben bemutatott fekete-fehér francia bűnügyi film Robert Siodmak rendezésében. 
Magyarországon 1939. december 21-én mutatták be.

## Cselekménye
Párizsban sorra tűnnek el egyedülálló lányok. A szálak egy mulatóhelyre vezetnek, ahonnan eltűnt az egyik táncosnő, Lucie Baral. Kihallgatják a lány barátnőjét, Adrienne-t, aki elfogadja a  főfelügyelő ajánlatát, hogy működjön együtt a rendőrséggel. Adrienne jelentkezik olyan apróhirdetésekre, melyekben egyedülálló fiatal leányokat keresnek. Így jut el egy hangversenyre, hogy megismerkedjen egy férfival, de a találkára a férfi helyett a nagy nőbarát, Fleury mulatóhely tulajdonos megy el. A kalandnak induló találkozásból szerelem lesz. Adrienne a nyomozás érdekében beállt komornának egy úri házba, ahol a főkomornyik gyanús. Ahány fiatal szobalány beállt a házhoz, csakhamar mind eltűnt. A főkomornyikot a rendőrség letartóztatja, de a nyomozás nem ér véget, mert négy lánynak nem tudnak nyomára akadni. 
Adrienne  felmentését kéri a további munka alól, mert időközben Fleury-vel eljegyezték egymást. Nem sokkal az esküvő előtt Adrienne megtalálja vőlegénye íróasztalában az eltűnt Lucie Baral fényképét és karkötőjét. Jelenti is a rendőrségnek, bár tudja, hogy ezzel nagyon kellemetlen helyzetbe hozza vőlegényét. Fleury-t kihallgatják és gyanús okok alapján letartóztatják. Hiába bizonygatja ártatlanságát, a tények látszólag ellene szólnak. A tárgyalás előtti napon háza kertjében megtalálják a négy eltűnt lány holttestét, és Fleury-t a bíróság halálra ítéli. A lelkileg megtört férfi nem kér kegyelmet, de Adrienne hisz vőlegénye ártatlanságában és nem adja fel. A kivégzés előtti éjszaka a főfelügyelő segítségével leleplezi az igazi gyilkost, Fleury társát: Brémontier-t. Ő helyezte el a bűnjeleket Fleury-nél, hogy társára terelje a gyanút. Amikor látja, hogy menthetetlenül elveszett, agyonlövi magát. Fleury kiszabadul és feleségül veszi Adriennét.

## Szereplők
- Erich von Stroheim – Pears, volt divattervező
- Maurice Chevalier – Robert Fleury
- Marie Déa – Adrienne Charpentier, újságírónő
- Pierre Renoir – Brémontier
- André Brunot – Ténier, főfelügyelő
- Milly Mathis – Rose
- Jean Temerson – Batol, felügyelő
- Henry Bry – Oglou Vacapoulos
- Jacques Varennes – Maxime
- Madeleine Geoffroy – Valérie
- Mady Berry – Sidonie, szakácsnő
- André Roanne – tulajdonos
- Henri Crémieux – tulajdonos
- Robert Seller – Carione